# Bimota DB1
La DB1 è una motocicletta costruita dalla Bimota dal 1985 al 1989 in varie versioni. Il nome, come da nomenclatura standard della casa costruttrice, sta ad indicare che questo è cronologicamente il primo modello dotato di propulsore Ducati.

## Il contesto
Dopo la presentazione all'EICMA del 1983 del prototipo della rivoluzionaria Tesi i potenziali clienti della casa riminese ebbero una reazione inaspettata e, ritenendo che gli altri modelli già in produzione fossero tecnicamente obsoleti al confronto delle aspettative riposte nella moto appena presentata e ancora lontana dall'industrializzazione, smisero di acquistare le altre Bimota in attesa della futuristica Tesi: le vendite crollarono e la Bimota finì in amministrazione controllata nel luglio del 1984.

Il prototipo Cagiva-Bimota 650

Nel frattempo (sempre nel 1984) l'azienda riminese aveva accettato dai fratelli Castiglioni, fondatori della Cagiva e all'epoca proprietari della Ducati, una commessa per la realizzazione di un prototipo (noto come Cagiva-Bimota 650) di una nuova moto realizzata intorno al motore della Pantah 650 e destinata a sostituire la Cagiva Alazzurra, una sport-tourer che aveva la sua versione di punta dotata dello stesso motore di origine Ducati: il progetto prevedeva una carenatura parziale che lasciava visibili i carter laterali del propulsore e il cilindro anteriore e l'adozione di ruote da 16 pollici. La moto realizzata a Rimini non andò però in produzione, coi fratelli Castiglioni che preferirono progettare in proprio quella che sarebbe diventata la Ducati Paso, ma pose le basi per una collaborazione industriale tra le due aziende.

La DB1 rappresenta l'evoluzione in chiave sportiva di quel progetto e, costruita intorno al motore della supersportiva Ducati 750 F1 all'epoca appena messa in commercio, fu presentata al pubblico al Salone di Milano 1985 (dopo essere stata già portata in gara mesi prima dalla squadra corse) e fu accolta dal mercato molto favorevolmente: le sue vendite risollevarono le sorti dell'azienda, che uscì dall'amministrazione controllata entro i 24 mesi concessi dalla legge.

## La tecnica
Come sulla Ducati Paso, il motore è completamente racchiuso nella carenatura e, sempre al pari del citato modello Ducati, le ruote hanno un diametro soli 16 pollici, una scelta tecnica che rende molto difficile la guida per i clienti abituati a guidare moto dotate di ruote più grandi, perché la moto ha la tendenza a raddrizzarsi in caso di frenata durante una "piega". Questi cerchioni in alluminio furono realizzati dalla stessa Bimota.
Il telaio a traliccio è realizzato in acciaio al cromo-molibdeno ed è dotato di una triangolatura superiore detta "a gabbia", mentre il motore è un membro stressato della ciclistica, col forcellone che è infulcrato nel basamento e, inoltre, molta della componentistica è realizzata col leggero alluminio "Avional 14". Le sospensioni erano fornite dalla Marzocchi, mentre i freni erano della Brembo, con doppio disco anteriore da 260 mm, disco singolo al posteriore e pinze "serie oro". Il peso a secco era di 165 kg. Unica era la livrea disponibile: bianco con una fascia tricolore verde, bianca e rossa su serbatoio, carenatura e codone, mentre il telaio tubolare era dipinto di rosso.

## Versioni
La DB1 standard fu sostituita dalla DB1 S nel 1986, presentata al Salone di Colonia; la S aveva nuovi carburatori da 41mm in luogo dei precedenti da 36mm e un nuovo impianto di scarico della Conti che le fecero guadagnare 15 CV. ne furono venduti 63 esemplari ad un prezzo di 16.930.000 Lire.
L'anno seguente fu la volta della DB1 SR, presentata al Salone di Milano; il motore standard viene rimpiazzato da quello già montato dalla versione speciale Santa Monica della 750 F1, che eroga 93 CV e i cerchi in alluminio sono sostituiti da cerchi più leggeri in magnesio della Marvic, mentre lo scarico assume la configurazione 2-in-1. La carenatura è rossa con strisce bianche e con una striscia verde sul serbatoio, a richiamo del tricolore della bandiera italiana. Curiosamente, sebbene si chiami SR, tutti gli esemplari hanno sulla carenature il nome DB1 RS. di questa versione furono venduti 153 esemplari ad un prezzo di 18.450.000 Lire.
Una versione specifica DB1 J è stata commercializzata unicamente in Giappone, utilizzando il motore della Ducati F3: ne furono realizzati solamente 53 esemplari tra il 1986 e il 1987.

### Produzione
La DB1 uscì di produzione nel 1989 dopo 671 esemplari prodotti.

## Versione da competizione
Prima ancora della commercializzazione della DB1 stradale, la Bimota aveva già approntato un paio di DB1 R per iscriverle alle principali competizioni per moto derivate dalla serie. Usando il motore di un altro costruttore anziché uno proprio, preso da una moto di serie già omologata per le competizioni, non dovettero dapprima realizzare i 1000 esemplari richiesti dal regolamento "Formula TT" entro il 1º marzo dell'anno in corso, poiché la norma sulla "ciclistica libera" li autorizzava a creare ex-novo una moto da gara basata su un motore preesistente.
Nel biennio 1985-1986 ne furono realizzate un totale di 10 esemplari. Le differenze con la versione in vendita al pubblico risiedono principalmente nell'uso di componenti da competizione sia all'interno del motore che nella componentistica esterna, carburatori da 42 mm, scarico libero in configurazione 2-in-1 e il radiatore dell'olio spostato al posto del faro anteriore rimosso. Diverse pure le piastre di sterzo, che modificavano l'angolo di sterzo da 25° a 29° (mantenendo però l'avancorsa a 105 mm), sospensione posteriore rialzata (per una guida più "carica" sull'avantreno). I telai delle DB1 R erano privi degli attacchi della batteria, dei fermi dello sterzo e del bloccasterzo e il serbatoio di alluminio era integrale alla carenatura e riconoscibile per il tubo di sfiato superiore. Il peso a secco scese dai 165 kg della versione stradale ai 128 kg di quella da gara.
Tra i piloti che adoperarono la DB1 R si annoverano: Davide Tardozzi, Massimo Matteoni, Maurizio Rossi, Tony Rutter, Fabrizio Pirovano, Berti, Vitali e Alan Cathcart. Le moto furono impiegate nel Tourist Trophy, nel Bol d'Or, nel Campionato mondiale Formula TT, nella "Battle of the Twins" a Daytona e in vari campionati nazionali.

### Esemplari costruiti
Elenco delle DB1 R:
1. 1985, con telaietto posteriore in alluminio e leva del cambio sulla destra, usata da Davide Tardozzi[11].
2. 1985, #203, motore nr. DM650L612149, usata al Bol d'Or del 1985 in Francia da Tardozzi, Matteoni e Rossi, usata nel Campionato mondiale Formula TT del 1985 e 1986 da Tardozzi, usata nel AMA ProTwins Championship del 1986 e 1987 da Alan Cathcart.
3. 1986, #210, usata da Dale Quarterley nel 1986, vittoria a Laguna Seca, usata da Johnny Virgadamo.
4. 1986, #212, motore nr. DM750L F1, adesso si trova in Italia.
5. 1986, #214, motore nr. DM560L612034, usata da Tardozzi.
6. 1986, usata da Tardozzi a Daytona nel 1986, usata nel 1989 e 1990 da James Lombardo nelle gare AMA, telaio distrutto in seguito a un incidente nell'"infield" di Daytona nel 1990, moto ricostruita con un telaio "stradale" (il nr. 700) con un motore preparato da "Fast by Ferracci".
7. 1986, usata da Malcolm Tunstall a Daytona nel 1986 e 1987, vinse nel 1987 il campionato statunitense "Formula 2 Expert Championship".
8. 1986, preparata da Ian Gowanloch, usata da Chris Oldfield in Australia and a Daytona nella Battle of the Twins nel 1987 e 1988.
9. 1986.
10. 1986, solo telaio.